# Lepenica-barlang
A Lepenica-barlang (bolgárul: Лепеница) Bulgáriában található, Pazadzsik megyében, Rakitovo város területén. Ez a terület a Rodope-hegység része. A Lepenica-barlang bejárata 975 méteres tengeszint feletti magasságban nyílik. A járatrendszer hossza 1525 méter. 
A Lepenica-barlangot az 1920-as években kezdték el tudományosan vizsgálni. A rakitovoiak által létrehozott barlangász klub 1931-ben feltérképezett egy mintegy 400 méteres részt a barlangból és hamarosan egy új bejáratot is nyitottak. A teljes rendszer térképe 1973-ra készült el. A Lepenica-barlangnak három emelete van. Az alsó szinten folyik a Lepenica-folyó. A legfelső emeleten apró tavak sorakoznak. A középső szint a leggazdagabb látnivalókban. Ez a szint alapvetően száraz. Ennek ellenére van itt két tó, csapadékos időben még két kisebb tó is keletkezik. Sok a függő- és állócseppkő, hét barlangi gyöngyöt is találtak itt, ezeket elvitték a bolgár természettudományi múzeumba, Szófiába. 
A barlangban 24 állatfaj él, ebből 6 barlanglakó, tehát csak barlangokban fordul elő. 
A Lepenica-barlang egy része megfelelő ruházatban látogatható: kényelmes, strapabíró cipő, meleg öltözet javasolt. Az érdeklődőket szakképzett barlangász vezeti körbe. Nyitvatartás nincs, előzetesen be kell jelentkezni. Egyszerre maximum 10 fő mehet le a barlangba. 

## Fordítás
- Ez a szócikk részben vagy egészben  a(z)   Лепеница (пещера) című bolgár Wikipédia-szócikk fordításán alapul.  Az eredeti cikk szerkesztőit annak laptörténete sorolja fel. Ez a jelzés csupán a megfogalmazás eredetét és a szerzői jogokat jelzi, nem szolgál a cikkben szereplő információk forrásmegjelöléseként.